# Onthophagus pisciphagus
Onthophagus pisciphagus là một loài bọ cánh cứng trong họ Bọ hung (Scarabaeidae).